# Linea S90 (rete celere del Canton Ticino)
La linea S90 della rete celere del Canton Ticino collega le stazioni svizzere di Giubiasco e Lugano, con corse prolungate a Mendrisio. Il servizio è operato da TiLo. Lo scopo di questa linea, attivata in seguito all'apertura della galleria di base del Monte Ceneri e al conseguente spostamento dei percorsi della S10 e della S50, è collegare le 4 stazioni rimaste fuori dal tracciato principale. Esse sono:
- Rivera-Bironico
- Mezzovico
- Taverne-Torricella
- Lamone-Cadempino

## Materiale rotabile
La maggior parte delle corse utilizza composizioni FLIRT della società TiLo, alternate a complessi NPZ delle Ferrovie Federali Svizzere.

## Orario di servizio
Tra le 06.00 e le 24.00 tra Giubiasco e Lugano circola un treno ogni mezz'ora; una corsa su due è prolungata da/per Mendrisio. Tutti i treni fermano in tutte le stazioni..
Alcune corse, nelle ore di punta, partono da/arrivano a Bellinzona.